# Colton Sissons
Colton Sissons, född 5 november 1993, är en kanadensisk professionell ishockeyspelare som spelar för Nashville Predators i NHL. Han har tidigare spelat på lägre nivåer för Milwaukee Admirals i AHL och Kelowna Rockets i WHL.
Sissons draftades i andra rundan i 2012 års draft av Nashville Predators som 50:e spelare totalt.

## Statistik
| 2008–2009  | Vancouver NW Giants | BCMML      | 39  | 30 | 24 | 54  | 44  | —  | — | — | — | — |
| 2009–2010  | Westside Warriors   | BCHL       | 58  | 6  | 16 | 22  | 39  | 11 | 1 | 1 | 2 | 4 |
| 2010–2011  | Kelowna Rockets     | WHL        | 63  | 17 | 24 | 41  | 46  | 10 | 3 | 3 | 6 | 6 |
| 2011–2012  | Kelowna Rockets     | WHL        | 58  | 26 | 15 | 41  | 62  | 4  | 1 | 1 | 2 | 2 |
| 2012–2013  | Kelowna Rockets     | WHL        | 61  | 28 | 39 | 67  | 54  | —  | — | — | — | — |
| 2013–2014  | Nashville Predators | NHL        | 3   | 0  | 1  | 1   | 0   | —  | — | — | — | — |
|            | Milwaukee Admirals  | AHL        | 42  | 16 | 12 | 28  | 4   | —  | — | — | — | — |
| NHL totalt | NHL totalt          | NHL totalt | 3   | 0  | 1  | 1   | 0   | —  | — | — | — | — |
| AHL totalt | AHL totalt          | AHL totalt | 42  | 16 | 12 | 28  | 4   | —  | — | — | — | — |
| WHL totalt | WHL totalt          | WHL totalt | 182 | 71 | 78 | 149 | 162 | 14 | 4 | 4 | 8 | 8 |